# Sobek

Sobek

Sobek (anche Sebek, Sochet, Sobk, Sobki, Sobku, Soknopais), in lingua greca Suchos (Σοῦχος) e in lingua latina Suchus è un'antica divinità egizia dai contorni fluidi e variegati. Era associato al coccodrillo del Nilo e veniva raffigurato sia integralmente come un coccodrillo sia come una figura umana con testa di coccodrillo. Sobek era inoltre connesso al potere del faraone, alla fertilità, alle acque, alla potenza militare. Era anche invocato come divinità protettrice dalle valenze apotropaiche, specialmente contro i pericoli del Nilo.

## Storia

### Nell'Antico Regno
| s | b | k · I3 |

| s | b | k · I3 |

| I4 |

| I4 |

Sobek godette di una venerazione continua e molto sentita lungo tutta la storia egizia, dall'Antico Regno (2686-2181 a.C.) fino alla dominazione romana dell'Egitto. Compare per la prima volta in vari Testi delle piramidi della V e VI dinastia (come figlio di Neith), specialmente nella formula classificata PT317. La formula, che loda il faraone come immagine vivente del dio-coccodrillo, dice:
L'origine del suo nome, Sobeki nella lingua egizia, è dibattuta fra gli studiosi della cultura egizia, ma alcuni ritengono provenga da un causativo del verbo ingravidare.

### Nel Medio Regno
Benché il suo culto sia appunto nato nell'Antico Regno, il culto di Sobek raggiunse il suo apice durante il Medio Regno (2055-1650 a.C.), specialmente sotto il faraone Amenemhat III della XII dinastia. Amenemhat III dimostrò una particolare attenzione per l'area del Fayyum, una regione in cui il culto per Sobek era assai sentito. Amenemhat III e gli altri sovrani della dinastia commissionarono varie opere architettoniche per esaltare Sobek - molte delle quali proprio nel Fayyum. In quel periodo, Sobek andò a incontro a un importante mutamento d'ordine teologico: cominciò a essere associato al dio della regalità, Horus, venendo perciò chiamato Sobek-Horus. Tale accostamento legò Sobek all'istituzione regale, assicurandogli un ruolo di notevole importanza nel pantheon egizio, inoltre diede contorni più raffinati alla teologia di Sobek, che fu inserito nella triade più importante della religione egizia, composta da Horus (ora Sobek-Horus) e dai suoi genitori Osiride e Iside. 

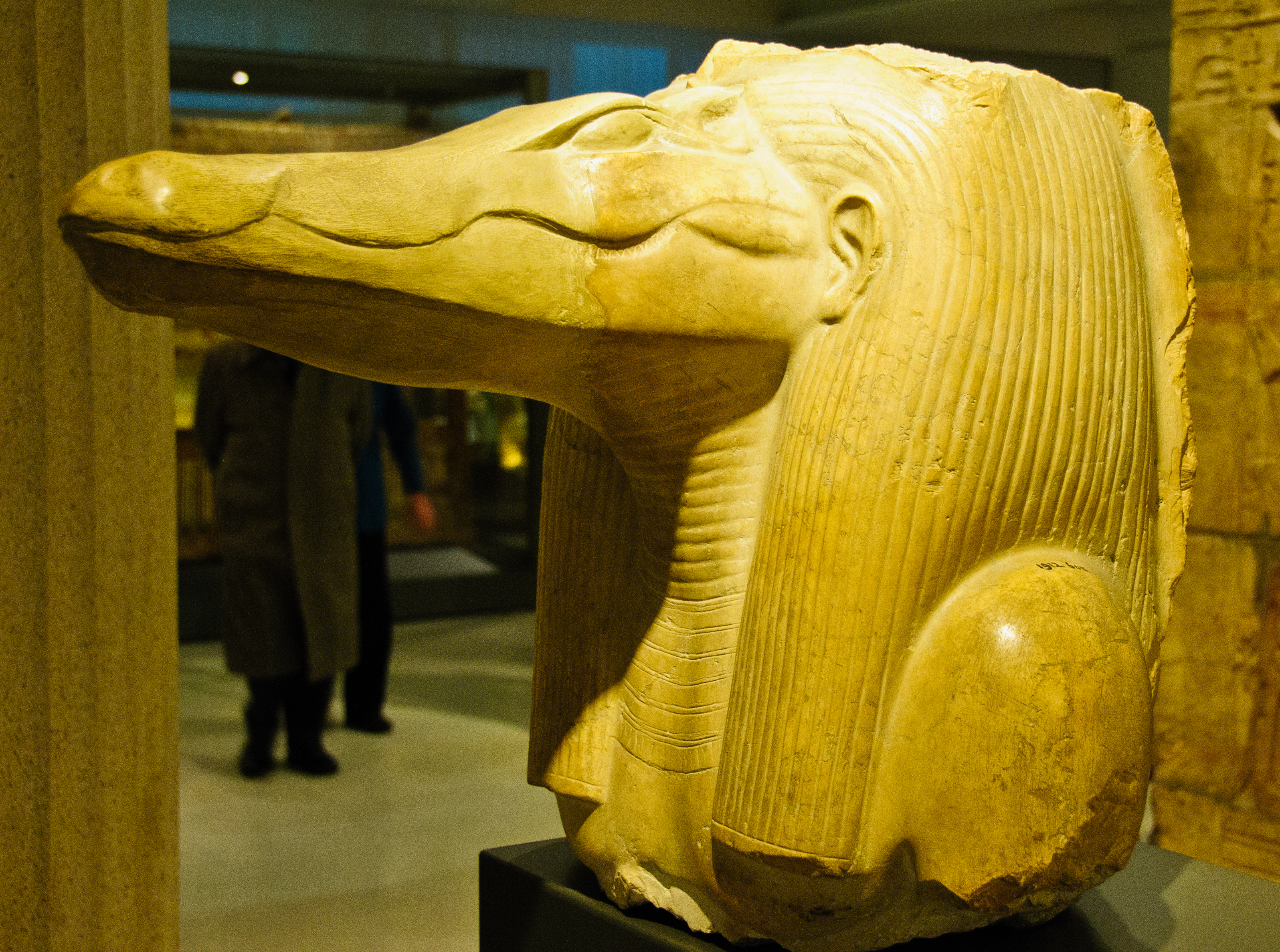
Questo busto di una statua di Sobek fu rinvenuto nel tempio mortuario di Amenemhat III, presso la sua piramide, nel Fayyum. Ashmolean Museum, Oxford.

### Nelle epoche successive
In aggiunta, con la sua connessione a Horus, Sobek assunse il ruolo di divinità solare. La figura di Sobek fu ulteriormente rafforzata in epoche successive dall'emergere di Sobek-Ra, fusione tra il dio-coccodrillo e Ra, la principale divinità solare della religione egizia. Sobek-Horus persistette nel Nuovo Regno (1550/1500-1069 a.C.), ma non raggiunse la sua prominenza che sotto le successive dinastie, nelle vesti di Sobek-Ra. Tale forma del dio persistette sino alla caduta dei Tolomei e dell'Egitto romano.

## Ruolo, caratteristiche e culto
Sobek era percepito soprattutto come una divinità aggressiva e feroce, per via dell'animale che ne costituiva il simbolo, il pericoloso e violento coccodrillo del Nilo. Alcuni dei suoi comuni epiteti dipingono la sua natura: Colui Che ama la rapina, Colui Che mangia anche mentre si accoppia, Colui Che ha i denti aguzzi. Eppure ha modo di dimostrare grande benevolenza in vari modi. Dopo il suo accostamento con Horus e l'assunzione nella triade di Horus, Osiride e Iside nel Medio Regno, Sobek venne ritenuto un aiutante di Iside nel prodigioso risanamento di Osiride, dopo che Seth l'ebbe ucciso e squartato (nel fondamentale Mito di Iside e Osiride). Difatti, anche se molti studiosi ritengono che il nome Sobek, Sbk, derivi dal verbo s-bAk che significa ingravidare, altri sono dell'opinione che derivi da una forma participiale del verbo sbq, grafia alternativa di sAq, che significa unire: se questa ricostruzione fosse corretta, il nome Sobek si potrebbe tradurre come Colui Che unisce [le membra divise di Osiride].

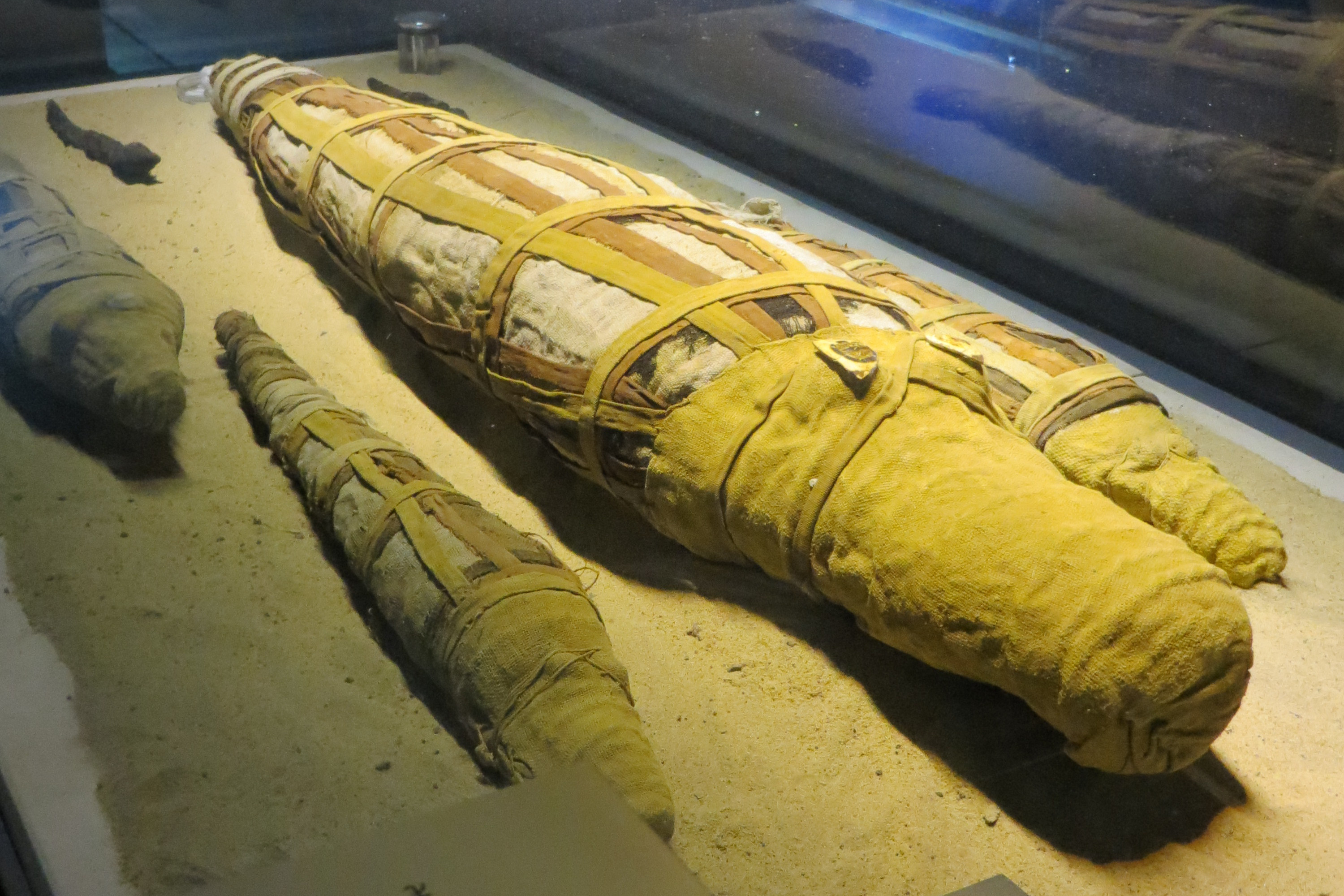
Coccodrilli mummificati come segno di devozione verso Sobek conservati nel Crocodile Museum a Kom Ombo

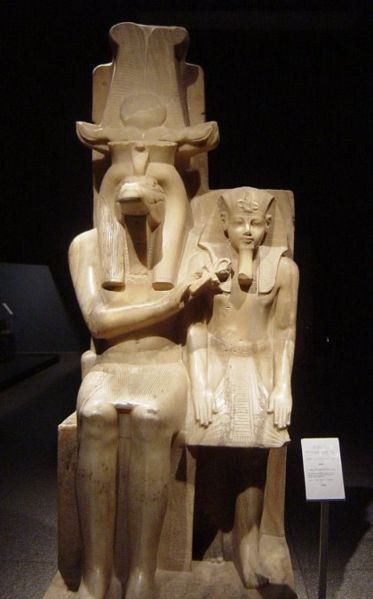
Statua di Amenofi III e Sobek: Sobek è qui come divinità solare con il globo del sole sul capo, in atteggiamento protettivo verso il faraone Amenofi III. Statua rinvenuta a Dahmasha, oggi al Museo di Luxor.

Il suo contributo alla guarigione di Osiride fece sì che Sobek venisse considerato una divinità positiva e protettiva: la sua ferocia poteva rivolgersi contro il male nella difesa degli innocenti. Così, Sobek divenne oggetto di un'ampia pietà popolare e destinatario di frequenti offerte votive, soprattutto nel periodo tardo dell'Egitto. Numerosi coccodrilli furono mummificati, specialmente nel periodo tolemaico e romano dell'Egitto, per essere recati in offerta ai centri del culto di Sobek. Talvolta gli venivano offerte anche uova mummificate di coccodrillo, per simboleggiare la sua natura ciclica nella forma di Sobek-Ra (con riferimento cioè al corso quotidiano del sole). Allo stesso tempo, i coccodrilli del fiume crebbero nella considerazione degli egizi fino a essere considerati incarnazioni di Sobek; dopo la morte, ciascun esemplare veniva mummificato durante una grande manifestazione rituale in quanto immagine sacra, ancorché terrena, del suo dio protettore. Tale pratica aveva luogo soprattutto nel tempio principale di Crocodilopoli, odierna Fayyum, capitale del XXI distretto dell'Alto Egitto. I coccodrilli in questione sono stati rinvenuti con cuccioli nella bocca e sul dorso: fra i pochi non-mammiferi a prendersi diligentemente cura della prole, il coccodrillo trasporta i cuccioli proprio in questi modi. La pratica di preservare questo comportamento dell'animale immortalandolo nella mummia intendeva probabilmente evidenziare il fine protettivo della ferocia del dio Sobek.

### IlLibro del Fayyum

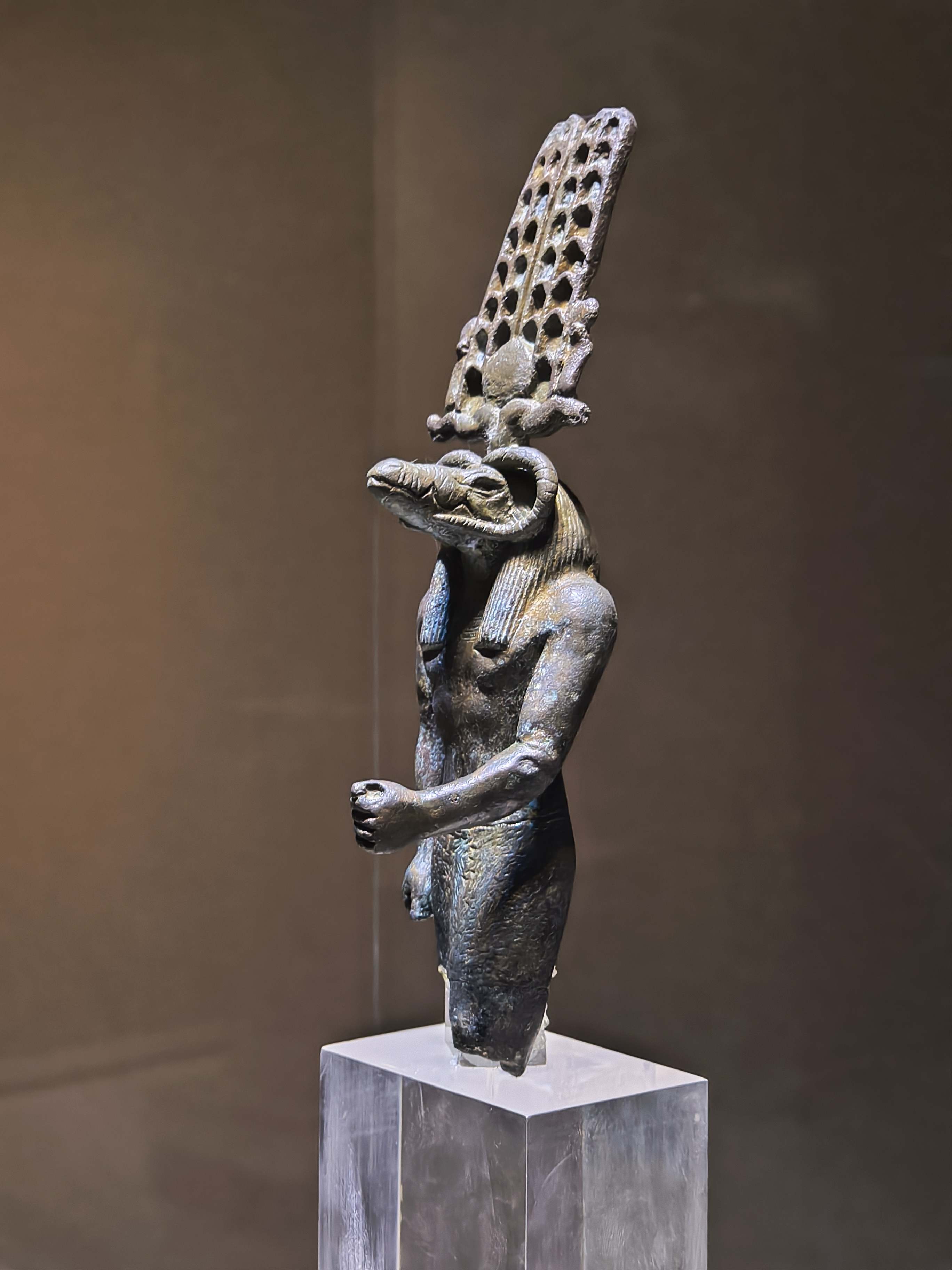
Statua di Sobek-Ra conservata nel Crocodile Museum di Kom Ombo

Nell'Egitto tolemaico e romano, una monografia d'ambito locale chiamata Libro del Fayyum s'incentrò sulla figura Sobek; una considerevole porzione del testo era dedicata al viaggio compiuto quotidianamente da Sobek-Ra con il movimento del sole attraverso il cielo. Il testo si focalizza inoltre sul ruolo centrale del dio-coccodrillo nella creazione del mondo come manifestazione di Ra; afferma che Sobek sorse dalle acque del Lago Moeris, non diversamente dalla mitica Ogdoade nel tradizionale mito cosmogonico di Ermopoli. Sono state rinvenute numerose copie del Libro del Fayyum, che forse fu prodotto in grande quantità, esempio di un antico best seller. La strettissima relazione fra Sobek e il Fayyum è evidenziata da questo documento che esercitò la sua influenza anche su località al di fuori del Fayyum; una sua parte è stata riprodotta nel santuario principale di Sobek a Kom Ombo (nella cui vicina necropoli sono state portate alla luce molte mummie di coccodrilli).